# Куп пет нација 1983.
Куп пет нација 1983. (службени назив: 1983 Five Nations Championship) је било 89. издање овог најелитнијег репрезентативног рагби такмичења Старог континента. а 54. издање Купа пет нација.
Прво место су делили Француска и Ирска.

## Учесници
Напомена:
Северна Ирска и Република Ирска наступају заједно.
|   | Селекција                      | Стадион                             | Селектор         |
| - | ------------------------------ | ----------------------------------- | ---------------- |
| 1 | Рагби репрезентација Француске | Парк принчева, Париз (48 718)       | Жак Фури         |
| 2 | Рагби репрезентација Енглеске  | Стадион Твикенам, Лондон (82 000)   | Дик Гринвуд      |
| 3 | Рагби репрезентација Шкотске   | Стадион Марифилд, Единбург (67 144) | Дерик Грант      |
| 4 | Рагби репрезентација Велса     | Кардиф армс парк, Кардиф (65 000)   | Џон Беван        |
| 5 | Рагби репрезентација Ирске     | Ленсдаун роуд, Даблин (48 000)      | Вили Џон Мекбрид |

## Такмичење
Енглеска - Француска 15-19
Шкотска - Ирска 13-15
Француска - Шкотска 19-15
Велс - Енглеска 13-13
Ирска - Француска 22-16
Шкотска - Велс 15-19
Велс - Ирска 23-9
Енглеска - Шкотска 12-22
Ирска - Енглеска 25-15
Француска - Велс 18-3

## Табела
|   | Селекција                      | ИГ | Д | Н | И | ПД | ПП | ПР  | Б |  |
| - | ------------------------------ | -- | - | - | - | -- | -- | --- | - |  |
| 1 | Рагби репрезентација Француске | 4  | 3 | 0 | 1 | 70 | 61 | +9  | 6 |  |
| 1 | Рагби репрезентација Ирске     | 4  | 3 | 0 | 1 | 71 | 67 | +4  | 6 |  |
| 3 | Рагби репрезентација Велса     | 4  | 2 | 1 | 1 | 64 | 53 | +11 | 5 |  |
| 4 | Рагби репрезентација Шкотске   | 4  | 1 | 0 | 3 | 65 | 65 | 0   | 2 |  |
| 5 | Рагби репрезентација Енглеске  | 4  | 0 | 1 | 3 | 55 | 79 | -24 | 1 |  |

## Индивидуална стастика
Највише поена
- Оли Кембел 52, Ирска

Највише есеја
- Патрик Есеве 5, Француска